# Фарсман II Доблестный
Фарсман II Доблестный (груз. ფარსმან II ქველი) — царь Иберии (ок.120—ок.160) из династии Фарнавазидов. Объединил значительную часть грузинских земель, при нём Иберия достигла вершин своего могущества. В истории получил прозвище Квели (Доблестный).
В отличие от своих ближайших предшественников, Фарсман не стал довольствоваться своими скромными владениями и практически сразу же после восшествия на трон приступил к расширению границ своего царства. Его территориальные претензии касались практически всех соседних стран, что не могло не вызвать негодование Рима так как Колхида, Армения и Албания находились под римским протекторатом. Император Адриан (117—138) всячески старался наладить отношения дипломатическим путём, по словам его биографа Элия Спартиана:
Адриан оказывал большое уважение многим царям, у многих покупал мир… Многим он дал непомерные подарки, но самые большие — царю иберов, которому, сверх великолепных даров, он подарил ещё слона и когорту в пятьдесят человек
Щедрость Адриана не принесло успехов, в 128 году Фарсман отказался от встречи с ним. По словам того же Элия Спартиана:
Получив от Фарсмана огромные подарки, и в их, числе также золоченые хламиды, он — в насмешку над его дарами — выпустил на арену триста преступников в золоченых хламидах
После этого инцидента к 130 году Фарсман захватил прибрежную полосу чёрного моря, земли племени Зидритов, тем самым отделив Колхиду от малоазиатских владений Рима. Через несколько лет (ок. 134) как сообщает Дион Кассий, он с применением аланских наемников устроил крупное вторжение на римские и одновременно парфянские владения, после чего Армения, Албания, Мидия и Каппадокия подверглись жестокому погрому.
Вражда между Иберией и Римом прекратилась в период правления следующего римского императора — Антонина Пия (138—161), путём больших уступок ему удалось не только остановить войну но и наладить дружеские отношения с Фарсманом. По словам Юлия Капитолина Фарсман «проявил к нему больше уважения, чем к Адриану» и примерно в 144 году с большой свитой посетил Рим, где ему была устроена исключительно торжественная встреча. По свидетельству Диона Кассия:
Когда Фарсман Иберийский с супругой прибыл в Рим, (Антонин Пий) увеличил (его) владение, позволил принести жертву в Капитолии, поставил его конную статую в храме Беллоны и смотрел на военные упражнения самого (Фарсмана), его сына и других знатнейших иберов
Об этом визите, как о важнейшем событии также свидетельствует найденная мраморная плита с латинской надписью из Остии.